# Ocnophila ciliata
Ocnophila ciliata är en insektsart som beskrevs av Brunner von Wattenwyl 1907. Ocnophila ciliata ingår i släktet Ocnophila och familjen Diapheromeridae. Inga underarter finns listade i Catalogue of Life.